# The Last Ride (téléfilm)
Pour les articles homonymes, voir The Last Ride.
The Last Ride est un téléfilm d'action réalisé par Guy Norman Bee en 2004. Il a été produit par Rob Cohen, le réalisateur de Fast and Furious.

## Synopsis
Après trente années passées en prison, Ronnie, un ancien escroc, demande à Matt, son petit-fils, de mener la vie dure à Darryl, le flic responsable de sa détention. Il retrouvera Aaron, son fils, qu'il n'a pas vu pendant ses 30 années de détention.

## Distribution
- Dennis Hopper (V. F. : Patrick Floersheim) : Ronald « Ronnie » Purnell
- Will Patton : Aaron Purnell
- Chris Carmack (V. F. : Fabrice Josso) : Matt Rondell
- Nadine Velazquez (V. F. : Barbara Beretta) : JJ Cruz
- Fred Ward (V. F. : Pascal Renwick) : Darryl Kurtz
- Gwendolyn Oliver (V. F. : Catherine Hamilty) : Helen Desmond

Source et légende : Version française (V. F.) sur Doublagissimo